# U/19-EM i fodbold (kvinder)
U/19 Europamesterskaberne i fodbold for kvinder eller U/19 EM i fodbold for kvinder er en turnering for europæiske U/19-landshold arrangeret af UEFA. Turneringen er blevet afholdt hvert år siden 1998.

## Resultater
Alle resultaterne indtil videre.
| År            | Værtsland    | Vinder                                       | Score                                        | Andenplads                                   | Semifinalister                               | Semifinalister                               | Semifinalister                               |
| ------------- | ------------ | -------------------------------------------- | -------------------------------------------- | -------------------------------------------- | -------------------------------------------- | -------------------------------------------- | -------------------------------------------- |
| 1998 Detaljer |              | Danmark                                      | 2–0 / 2–3                                    | Frankrig                                     | Tyskland og Sverige                          | Tyskland og Sverige                          | Tyskland og Sverige                          |
| År            | Værtsland    | Vinder                                       | Score                                        | Andenplads                                   | Trejdeplads                                  | Score                                        | Fjerdeplads                                  |
| 1999 Detaljer | Sverige      | Sverige                                      | Round robin                                  | Tyskland                                     | Italien                                      | Round robin                                  | Norge                                        |
| 2000 Detaljer | Frankrig     | Tyskland                                     | 4–2                                          | Spanien                                      | Sverige                                      | Round robin                                  | Frankrig                                     |
| 2001 Detaljer | Norge        | Tyskland                                     | 3–2                                          | Norge                                        | Danmark                                      | 1–0                                          | Spanien                                      |
| År            | Værtsland    | Vinder                                       | Score                                        | Andenplads                                   | Semifinalister                               | Semifinalister                               | Semifinalister                               |
| 2002 Detaljer | Sverige      | Tyskland                                     | 3–1                                          | Frankrig                                     | Danmark og England                           | Danmark og England                           | Danmark og England                           |
| 2003 Detaljer | Tyskland     | Frankrig                                     | 2–0                                          | Norge                                        | England og Sverige                           | England og Sverige                           | England og Sverige                           |
| 2004 Detaljer | Finland      | Spanien                                      | 2–1                                          | Tyskland                                     | Italien og Rusland                           | Italien og Rusland                           | Italien og Rusland                           |
| 2005 Detaljer | Ungarn       | Rusland                                      | 2–2 6–5 (pen.)                               | Frankrig                                     | Finland og Tyskland                          | Finland og Tyskland                          | Finland og Tyskland                          |
| 2006 Detaljer | Schweiz      | Tyskland                                     | 3–0                                          | Frankrig                                     | Danmark og Rusland                           | Danmark og Rusland                           | Danmark og Rusland                           |
| 2007 Detaljer | Island       | Tyskland                                     | 2–0 (efs)                                    | England                                      | Frankrig og Norge                            | Frankrig og Norge                            | Frankrig og Norge                            |
| 2008 Detaljer | Frankrig     | Italien                                      | 1–0                                          | Norge                                        | Tyskland og Sverige                          | Tyskland og Sverige                          | Tyskland og Sverige                          |
| 2009 Detaljer | Hviderusland | England                                      | 2–0                                          | Sverige                                      | Frankrig og Schweiz                          | Frankrig og Schweiz                          | Frankrig og Schweiz                          |
| 2010 Detaljer | Makedonien   | Frankrig                                     | 2–1                                          | England                                      | Tyskland og Holland                          | Tyskland og Holland                          | Tyskland og Holland                          |
| 2011 Detaljer | Italien      | Tyskland                                     | 8–1                                          | Norge                                        | Italien og Schweiz                           | Italien og Schweiz                           | Italien og Schweiz                           |
| 2012 Detaljer | Tyrkiet      | Sverige                                      | 1–0 (efs)                                    | Spanien                                      | Danmark og Portugal                          | Danmark og Portugal                          | Danmark og Portugal                          |
| 2013 Detaljer | Wales        | Frankrig                                     | 2–0 (efs)                                    | England                                      | Finland og Tyskland                          | Finland og Tyskland                          | Finland og Tyskland                          |
| 2014 Detaljer | Norge        | Holland                                      | 1–0                                          | Spanien                                      | Norge og Irland                              | Norge og Irland                              | Norge og Irland                              |
| 2015 Detaljer | Israel       | Sverige                                      | 3–1                                          | Spanien                                      | Frankrig og Tyskland                         | Frankrig og Tyskland                         | Frankrig og Tyskland                         |
| 2016 Detaljer | Slovakiet    | Frankrig                                     | 2–1                                          | Spanien                                      | Holland og Schweiz                           | Holland og Schweiz                           | Holland og Schweiz                           |
| 2017 Detaljer | Nordirland   | Spanien                                      | 3–2                                          | Frankrig                                     | Holland og Tyskland                          | Holland og Tyskland                          | Holland og Tyskland                          |
| 2018 Detaljer | Schweiz      | Spanien                                      | 1–0                                          | Tyskland                                     | Norge og Danmark                             | Norge og Danmark                             | Norge og Danmark                             |
| 2019 Detaljer | Skotland     | Frankrig                                     | 2–1                                          | Tyskland                                     | Spanien og Holland                           | Spanien og Holland                           | Spanien og Holland                           |
| 2020 Detaljer | Georgien     | Aflyst pga. Coronaviruspandemien i 2019-2020 | Aflyst pga. Coronaviruspandemien i 2019-2020 | Aflyst pga. Coronaviruspandemien i 2019-2020 | Aflyst pga. Coronaviruspandemien i 2019-2020 | Aflyst pga. Coronaviruspandemien i 2019-2020 | Aflyst pga. Coronaviruspandemien i 2019-2020 |
| 2021 Detaljer | Hviderusland | Aflyst pga. Coronaviruspandemien i 2019-2020 | Aflyst pga. Coronaviruspandemien i 2019-2020 | Aflyst pga. Coronaviruspandemien i 2019-2020 | Aflyst pga. Coronaviruspandemien i 2019-2020 | Aflyst pga. Coronaviruspandemien i 2019-2020 | Aflyst pga. Coronaviruspandemien i 2019-2020 |
| 2022 Detaljer | Tjekkiet     | Spanien                                      | 2–1                                          | Norge                                        | Sverige og Frankrig                          | Sverige og Frankrig                          | Sverige og Frankrig                          |
| 2023 Detaljer | Belgien      | Spanien                                      | 0–0 3–2 (pen.)                               | Tyskland                                     | Holland og Frankrig                          | Holland og Frankrig                          | Holland og Frankrig                          |
| 2024 Detaljer | Litauen      | Spanien                                      | 2–2 (efs)                                    | Holland                                      | England og Frankrig                          | England og Frankrig                          | England og Frankrig                          |